# بازدارنده غیر رقابتی
بازدارنده غیر رقابتی (انگلیسی: Non-competitive inhibition) نوعی بازدارنده آنزیم است که در آن مهارکننده فعالیت آنزیم را کاهش می‌دهد و به‌طور یکسان به آنزیم متصل می‌شود، چه آنزیم قبلاً به سوبسترا متصل شده باشد و چه نه. این حالت برخلاف مهار رقابتی است که در آن حضور مهارکننده باعث کاهش تمایل اتصال سوبسترا به آنزیم می‌شود.
مهارکننده ممکن است به آنزیم متصل شود، چه سوبسترا قبلاً به آن متصل شده باشد و چه نشده باشد؛ اما اگر مهارکننده تمایل بیشتری به اتصال به آنزیم در یکی از این دو حالت داشته باشد، به آن مهارکننده مخلوط گفته می‌شود.
به مکانی غیر از محل اتصال سوبسترا متصل می‌شود. سوبسترا هنوز هم با تمایل معمول آن متصل می‌شود و از این رو Km یکسان باقی می‌ماند. با این حال بازدارنده بازده کاتالیزوری آنزیم را کاهش می‌دهد به‌طوری که V max کاهش می‌یابد. برخلاف مهار رقابتی، نمی‌توان با غلظت زیاد سوبسترا بر مهار غیر رقابتی سوبسترا غلبه کرد. مهار آنزیم انولاز در مسیر گلیکولیز توسط یون فلوئور نوعی از مهار غیر رقابتی است.

## تاریخچه
در دوران فعالیت خود به‌عنوان پزشک، لیونور میکائلیس به همراه دوست خود پیتر رونا، آزمایشگاهی جمع‌وجور در بیمارستان ساخت و در طول پنج سال، میکائلیس موفق شد بیش از ۱۰۰ مقاله علمی منتشر کند. طی تحقیقات خود در بیمارستان، او اولین کسی بود که انواع مختلف مهار آنزیمی را مشاهده کرد؛ به‌ویژه با استفاده از فروکتوز و گلوکز به‌عنوان مهارکننده فعالیت مالتاز. مالتاز، مالتوز را به دو واحد گلوکز تجزیه می‌کند. یافته‌های آن آزمایش امکان تفکیک بین مهار غیررقابتی و مهار رقابتی را فراهم کرد. مهار غیررقابتی بر مقدار سینتیک آنزیمی در هر نمودار تأثیر می‌گذارد (اما نه بر Km)؛ این مهارکننده به جایگاهی که خاصیت اتصال به مولکول مشخصی دارد، متصل می‌شود. میکائلیس تعیین کرد که وقتی مهارکننده متصل می‌شود، آنزیم غیرفعال خواهد شد.
مانند بسیاری از دانشمندان هم‌عصر خود، لیونور میکائلیس و ماد منتن بر روی واکنشی کار کردند که برای تغییر ترکیب ساکارز و کافت (زیست‌شناسی) آن به دو محصول – فروکتوز و گلوکز – استفاده می‌شد. آنزیمی که در این واکنش دخیل بود، اینوِرتاز نام داشت و سینتیک آن، توسط میکائلیس و منتن به‌گونه‌ای توضیح داده شد که انقلابی در سینتیک سایر آنزیم‌ها ایجاد کرد. در حین بیان سرعت واکنش مطالعه‌شده، آن‌ها معادله‌ای استخراج کردند که سرعت را به شکلی توضیح می‌داد که نشان می‌داد سرعت واکنش عمدتاً به غلظت آنزیم و حضور سوبسترا وابسته است، اما تنها تا حد معینی.